# Cycle de Hodge
 (mars 2025).
En géométrie différentielle et complexe, un cycle de Hodge ou une classe de Hodge est un type particulier de classe d'homologie définie sur une variété algébrique complexe V, ou plus généralement sur une variété kählerienne. Une classe d'homologie x dans un groupe d'homologie
{\displaystyle H_{k}(V,\mathbb {C} )=H}
où V est une variété algébrique complexe non singulière ou kählerienne est un cycle de Hodge, à condition qu'elle satisfasse les deux conditions suivantes. Premièrement, k est un entier pair {\displaystyle 2p}, et x est de type {\displaystyle (p,p)} dans la décomposition de Hodge en somme directe de H. Secondement, x est une classe rationnelle, au sens où elle est dans l’image du morphisme de groupes abéliens
{\displaystyle H_{k}(V,\mathbb {Q} )\to H}
défini en topologie algébrique (comme cas particulier du théorème des coefficients universels). Le terme usuel de cycle de Hodge est donc légèrement inexact, dans la mesure où x est considéré comme une classe (modulo les bords).
L'importance des cycles de Hodge réside principalement dans la conjecture de Hodge. Celle-ci énonce qu'un cycle de Hodge est toujours un cycle algébrique, pour V une variété algébrique complète. On sait qu'être un cycle de Hodge est une condition nécessaire pour être un cycle algébrique rationnel, et de nombreux cas particuliers de conjecture sont connus.